# 아머드 코어 VI: 루비콘의 화염
《아머드 코어 VI: 루비콘의 화염》은 프롬소프트웨어가 개발하고 반다이 남코 엔터테인먼트가 배급한 2023년 차량 전투 게임이다. 2013년작 《아머드 코어: 버딕트 데이》 이후 처음 출시된 《아머드 코어》 시리즈 작품이다. 플레이스테이션 4, 플레이스테이션 5, 엑스박스 원, 엑스박스 시리즈 X/S 및 윈도우 플랫폼으로 개발돼 2023년 8월 25일 출시됐다.
플레이어는 '아머드 코어'라 불리는 메카를 조종해 전투에서 승리하는 것이 게임의 목표이다. 시리즈의 전체적인 게임플레이를 유지해 임무나 아레나 등에서 화폐를 획득하며, 이를 통해 자신의 메카부품을 교체해 강화한다. 전작들과 비교했을 때 임무실패시 쌓이는 부채가 삭제되는 등 변경점이 있다.

## 개발 및 출시
2016년 9월, 프롬소프트웨어 사장 미야자키 히데타카는 《아머드 코어》 시리즈 신작이 개발 초기단계에 있다고 언급했다.

## 반응
《아머드 코어 VI: 루비콘의 화염》은 리뷰 애그리게이터 웹사이트 메타크리틱에서 "대체적으로 긍정적인 평가"를 받았다.

## 참조

### 주해
1. ↑  영어: Armored Core VI: Fires of Rubicon, 일본어: アーマード・コアVI ファイアーズオブルビコン